# Filip Polášek
Filip Polášek (Zvolen, Txecoslovàquia, 21 de juliol de 1985) és un jugador de tennis eslovac.
És un especialista en dobles, modalitat en la qual ha conquerit quinze títols del circuit ATP i va aconseguir ocupar el lloc 20è del rànquing mundial de l'especialitat. Va retirar-se en finalitzar la temporada 2013 però va retornar al circuit en el transcurs del 2018, i en aquesta segona etapa la aconseguir els èxits més importants del seu palmarès, destacant l'Open d'Austràlia 2021 i el seu millor rànquing de dobles. La seva millor posició en individuals va ser el 555 sense cap èxit destacat. En el 2008 va fer el seu debut en l'equip eslovac de Copa Davis en una sèrie davant Geòrgia.

## Torneigs de Grand Slam

### Dobles masculins: 1 (1−0)
| Resultat  | Núm. | Any  | Torneig          | Parella    | Oponents                 | Marcador |
| --------- | ---- | ---- | ---------------- | ---------- | ------------------------ | -------- |
| Guanyador | 1.   | 2021 | Open d'Austràlia | Ivan Dodig | Rajeev Ram Joe Salisbury | 6−3, 6−4 |

## Palmarès

### Dobles masculins: 35 (17−18)
| Llegenda (pre/post 2009)                                 |
| -------------------------------------------------------- |
| Grand Slams (0−0)                                        |
| Tennis Masters Cup / ATP Finals (0−0)                    |
| ATP Masters Series / ATP World Tour Masters 1000 (2−0)   |
| ATP International Series Gold / ATP World Tour 500 (1−4) |
| ATP International Series / ATP World Tour 250 (13−14)    |

| Títols per superfície |
| --------------------- |
| Dura (9−9)            |
| Gespa (0−3)           |
| Terra batuda (8−6)    |

| Resultat  | Núm. | Data                 | Torneig                     | Superfície   | Parella           | Oponents                              | Marcador            |
| --------- | ---- | -------------------- | --------------------------- | ------------ | ----------------- | ------------------------------------- | ------------------- |
| Finalista | 1.   | 20 d'abril de 2008   | València, Espanya           | Terra batuda | Travis Parrott    | Juan Mónaco Máximo González           | 5−7, 5−7            |
| Guanyador | 1.   | 14 de juliol de 2008 | Gstaad, Suïssa              | Terra batuda | Jaroslav Levinský | Stéphane Bohli Stanislas Wawrinka     | 3−6, 6−2, [11−9]    |
| Guanyador | 2.   | 26 d'octubre de 2008 | Sant Petersburg, Rússia     | Dura (i)     | Travis Parrott    | Rohan Bopanna Max Mirnyi              | 3−6, 7−6(4), [10−8] |
| Finalista | 2.   | 22 de febrer de 2009 | Memphis, Estats Units       | Dura (i)     | Travis Parrott    | Mardy Fish Mark Knowles               | 4−6, 4−6            |
| Finalista | 3.   | 21 de juny de 2009   | Eastbourne, Regne Unit      | Gespa        | Travis Parrott    | Mariusz Fyrstenberg Marcin Matkowski  | 4−6, 4−6            |
| Guanyador | 3.   | 19 de juliol de 2009 | Bastad, Suècia              | Terra batuda | Jaroslav Levinský | Robert Lindstedt Robin Söderling      | 1−6, 6−3, [10−7]    |
| Finalista | 4.   | 26 de juliol de 2009 | Hamburg, Alemanya           | Terra batuda | Marcelo Melo      | Simon Aspelin Paul Hanley             | 3−6, 3−6            |
| Finalista | 5.   | 2 d'agost de 2009    | Gstaad                      | Terra batuda | Jaroslav Levinský | Marco Chiudinelli Michael Lammer      | 4−6, 4−6            |
| Finalista | 6.   | 11 de juny de 2010   | Halle, Alemanya             | Gespa        | Martin Damm       | Sergiy Stakhovsky Mikhaïl Iujni       | 6−4, 5−7, [7−10]    |
| Guanyador | 4.   | 1 d'agost de 2010    | Umag, Croàcia               | Terra batuda | Leoš Friedl       | František Čermák Michal Mertiňák      | 6−3, 7−6(7)         |
| Guanyador | 5.   | 1 de maig de 2011    | Belgrad, Sèrbia             | Terra batuda | František Čermák  | Oliver Marach Alexander Peya          | 7−5, 6−2            |
| Finalista | 7.   | 24 de juliol de 2011 | Hamburg (2)                 | Terra batuda | František Čermák  | Oliver Marach Alexander Peya          | 4−6, 1−6            |
| Guanyador | 6.   | 31 de juliol de 2011 | Gstaad (2)                  | Terra batuda | František Čermák  | Christopher Kas Alexander Peya        | 6−3, 7−6(9)         |
| Finalista | 8.   | 2 d'octubre de 2011  | Kuala Lumpur, Malàisia      | Dura (i)     | František Čermák  | Eric Butorac Jean-Julien Rojer        | 1−6, 3−6            |
| Finalista | 9.   | 9 d'octubre de 2011  | Tòquio, Japó                | Dura         | František Čermák  | Andy Murray Jamie Murray              | 1−6, 4−6            |
| Guanyador | 7.   | 23 d'octubre de 2011 | Moscou, Rússia              | Dura (i)     | František Čermák  | Carlos Berlocq David Marrero          | 6−3, 6−1            |
| Guanyador | 8.   | 6 de gener de 2012   | Doha, Qatar                 | Dura         | Lukáš Rosol       | Christopher Kas Philipp Kohlschreiber | 6−3, 6−4            |
| Finalista | 10.  | 14 de gener de 2012  | Auckland, Nova Zelanda      | Dura         | František Čermák  | Oliver Marach Alexander Peya          | 3−6, 2−6            |
| Guanyador | 9.   | 6 de maig de 2012    | Múnic, Alemanya             | Terra batuda | František Čermák  | Xavier Malisse Dick Norman            | 6−3, 7−5            |
| Finalista | 11.  | 26 de maig de 2012   | Niça, França                | Terra batuda | Oliver Marach     | Bob Bryan Mike Bryan                  | 6−7(5), 3−6         |
| Finalista | 12.  | 21 d'octubre de 2012 | Viena, Àustria              | Dura (i)     | Julian Knowle     | Andre Begemann Martin Emmrich         | 4−6, 6−3, [4−10]    |
| Finalista | 13.  | 4 de gener de 2013   | Doha                        | Dura         | Julian Knowle     | Christopher Kas Philipp Kohlschreiber | 5−7, 4−6            |
| Guanyador | 10.  | 10 de febrer de 2013 | Zagreb, Croàcia             | Dura (i)     | Julian Knowle     | Ivan Dodig Mate Pavić                 | 6−3, 6−3            |
| Guanyador | 11.  | 14 d'abril de 2013   | Casablanca, Marroc          | Terra batuda | Julian Knowle     | Dustin Brown Christopher Kas          | 6−3, 6−2            |
| Finalista | 14.  | 29 de juny de 2019   | Antalya, Turquia            | Gespa        | Ivan Dodig        | Jonathan Erlich Artem Sitak           | 3−6, 4−6            |
| Finalista | 15.  | 28 de juliol de 2019 | Gstaad (2)                  | Terra batuda | Philipp Oswald    | Sander Gillé Joran Vliegen            | 4−6, 3−6            |
| Guanyador | 12.  | 3 d'agost de 2019    | Kitzbühel, Àustria          | Terra batuda | Philipp Oswald    | Sander Gillé Joran Vliegen            | 6−4, 6−4            |
| Guanyador | 13.  | 19 d'agost de 2019   | Cincinnati, Estats Units    | Dura         | Ivan Dodig        | Juan Sebastián Cabal Robert Farah     | 4−6, 6−4, [10−6]    |
| Guanyador | 14.  | 6 d'octubre de 2019  | Pequín, Xina                | Dura         | Ivan Dodig        | Łukasz Kubot Marcelo Melo             | 6−3, 7−6(4)         |
| Finalista | 16.  | 18 de gener de 2020  | Adelaida, Austràlia         | Dura         | Ivan Dodig        | Máximo González Fabrice Martin        | 6−7(12), 3−6        |
| Finalista | 17.  | 12 de gener de 2021  | Antalya (2)                 | Dura         | Ivan Dodig        | Nikola Mektić Mate Pavić              | 2−6, 4−6            |
| Guanyador | 15.  | 21 de febrer de 2021 | Open d'Austràlia, Austràlia | Dura         | Ivan Dodig        | Rajeev Ram Joe Salisbury              | 6−3, 6−4            |
| Finalista | 18.  | 3 d'octubre de 2021  | San Diego, Estats Units     | Dura         | John Peers        | Joe Salisbury Neal Skupski            | 6−7(2), 6−3, [5−10] |
| Guanyador | 16.  | 16 d'octubre de 2021 | Indian Wells, Estats Units  | Dura         | John Peers        | Aslan Karatsev Andrei Rubliov         | 6−3, 7−6(5)         |
| Guanyador | 17.  | 15 de gener de 2022  | Sydney, Austràlia           | Dura         | John Peers        | Simone Bolelli Fabio Fognini          | 7−5, 7−5            |

## Trajectòria

### Dobles masculins
| Torneig | 2007 | 2008  | 2009        | 2010        | 2011        | 2012  | 2013        | 2014        | 2015        | 2016    | 2017        | 2018        | 2019        | 2020        | 2021  | 2022 | Títols    | V – D     |
| --- | ---- | ----- | ----------- | ----------- | ----------- | ----- | ----------- | ----------- | ----------- | ------- | ----------- | ----------- | ----------- | ----------- | ----- | ---- | --------- | --------- |
| Open d'Austràlia | A    | A     | 2R          | 2R          | 2R          | 3R    | 1R          | Retirat     | Retirat     | Retirat | Retirat     | Retirat     | A           | SF          | G     | QF   | 1 / 8     | 18 – 7    |
| Roland Garros | A    | 1R    | 2R          | 1R          | 3R          | 2R    | 1R          | Retirat     | Retirat     | Retirat | Retirat     | Retirat     | A           | 3R          | 2R    | 1R   | 0 / 9     | 7 – 9     |
| Wimbledon | A    | 3R    | 2R          | 3R          | 1R          | 1R    | 1R          | Retirat     | Retirat     | Retirat | Retirat     | A           | SF          | NC          | 2R    | QF   | 0 / 9     | 13 – 9    |
| US Open | A    | 1R    | 1R          | 2R          | 1R          | QF    | 1R          | Retirat     | Retirat     | Retirat | Retirat     | A           | 1R          | 1R          | SF    |      | 0 / 9     | 8 – 9     |
| Jocs Olímpics | NC   | A     | No celebrat | No celebrat | No celebrat | A     | No celebrat | No celebrat | No celebrat | R       | No celebrat | No celebrat | No celebrat | No celebrat | 2R    | NC   | 0 / 1     | 1 – 1     |
| ATP Finals | A    | A     | A           | A           | A           | A     | A           | A           | A           | A       | A           | A           | RR          | A           | RR    |      | 0 / 2     | 2 − 4     |
| Total Victòries–Derrotes                                                                                                   | 0−0  | 23−16 | 33−27       | 25−25       | 43−23       | 33−24 | 25−23       | 0−0         | 0−0         | 0−0     | 0−0         | 1−0         | 36−12       | 12−8        | 40−21 |      | 277 – 180 | 277 – 180 |
| Rànquing a final d'any | 109  | 36    | 31          | 43          | 24          | 32    | 54          | −           | −           | −       | −           | 163         | 13          | 17          | 9     |      |           |           |
| Llegenda: G: Guanyador; F: Finalista; SF: Semifinalista; QF: Quarts de final; Q: Qualificació; A: Absent; RR: Round Robin; |      |       |             |             |             |       |             |             |             |         |             |             |             |             |       |      |           |           |